# Dietrich (II.) (Kleve)
Dietrich (II.) war möglicherweise um 1076 bis 1091 Graf von Kleve. Seine Existenz ist umstritten.
In einer auf 1082 datierten gefälschten Urkunde wird ein Graf Dietrich von Kleve genannt. Ob daraus auf die Existenz eines Grafen Dietrich zu dieser Zeit zu schließen ist, ist ungewiss.